# Station Głogów Huta
Station Głogów Huta is een spoorwegstation in de Poolse plaats Głogów.